# 부산지방법원 동부지원
부산지방법원 동부지원은 부산지방검찰청 동부지청에 대응하여 부산광역시 동부의 국가사법업무를 담당하기 위해 설립된 대한민국 대법원 부산고등법원 부산지방법원 소속기관으로 동부지원장은 고등법원 부장판사급(차관급 상당)으로 보한다. 부산광역시 해운대구 재반로 112번길 20 (재송동1133)에 위치하고 있다.

## 관할 구역
- 재판관할구역: 부산광역시 남구, 수영구, 해운대구, 기장군
- 등기관할구역: 부산광역시 남구, 수영구, 해운대구, 기장군
- 즉결관할구역: 부산남부경찰서, 부산해운대경찰서

## 조직[5]

### 부산지방법원 동부지원장

#### 재판부
- 재정결정부 (2)
- 민사합의부 (2)
- 민사신청부 (1)
- 형사합의부 (4)
- 특정형사부 (1)
- 민사단독 (5)
- 민사소액단독 (2)
- 집행·신청단독 (6)
- 형사단독 (7)
- 조정단독 (1)
- 사법보좌관 (3)

#### 사무국
- 총무과
- 종합민원실
- 민사과
- 민사신청과
- 형사과
- 등기과

## 소속기관
- 남부산등기소